# کوارترهای ۵۰ ایالت
برنامه کوارترهای پنجاه ایالت(به انگلیسی: 50 State Quarters)(Pub.L. 105-124, 111 Stat. 2534, مصوب دسامبر 1, 1997) برنامه انتشار کوارتر‌ی آمریکا بین سال‌های ۱۹۹۹ تا ۲۰۰۹ بود. به طوری که هر ایالت طراحی شیر و خط منحصر به فرد داشته‌باشد. از سال ۲۰۱۰ این برنامه جای خودش را به کوارترهای زیبای آمریکایی داد.

## طراحی
| سال  | ایالت           | تاریخ انتشار (تاریخ ایالت‌شدن)   | تعداد ضرب‌شده  | طراحی                  | عناصر | طراح              |
| ---- | --------------- | ------------------------------- | ------------- | ---------------------- | --- | ----------------- |
| ۱۹۹۹ | دلاویر          | ۱ ژانویه ۱۹۹۹ (۷ دسامبر ۱۷۸۷)   | ۷۷۴٬۸۲۴٬۰۰۰   | Delaware quarter       | | ویلیام کوزین      |
| ۱۹۹۹ | پنسیلوانیا      | ۸ مارس ۱۹۹۹ (۱۲ دسامبر ۱۷۸۷)    | ۷۰۷٬۳۳۲٬۰۰۰   | Pennsylvania quarter   | | John Mercanti     |
| ۱۹۹۹ | نیوجرسی         | ۱۷ مه ۱۹۹۹ (۱۸ دسامبر ۱۷۸۷)     | ۶۶۲٬۲۲۸٬۰۰۰   | New Jersey quarter     | | Alfred Maletsky   |
| ۱۹۹۹ | جورجیا          | ۱۹ ژوئیه ۱۹۹۹ (۲ ژانویه ۱۷۸۸)   | ۹۳۹٬۹۳۲٬۰۰۰   | Georgia quarter        | هلو | T. James Ferrell  |
| ۱۹۹۹ | کانتیکت         | ۱۲ اکتبر ۱۹۹۹ (۹ ژانویه ۱۷۸۸)   | ۱٬۳۴۶٬۶۲۴٬۰۰۰ | Connecticut quarter    | | T. James Ferrell  |
| ۲۰۰۰ | ماساچوست        | ۳ ژانویه ۲۰۰۰ (۶ فوریه ۱۷۸۸)    | ۱٬۱۶۳٬۷۸۴٬۰۰۰ | Massachusetts quarter  | | Thomas D. Rodgers |
| ۲۰۰۰ | مریلند          | ۱۳ مارس ۲۰۰۰ (۲۸ آوریل ۱۷۸۸)    | ۱٬۲۳۴٬۷۳۲٬۰۰۰ | Maryland quarter       | خانه ایالت مریلند                                                                                                | Thomas D. Rodgers |
| ۲۰۰۰ | کارولینای جنوبی | ۲۲ مه ۲۰۰۰ (۲۳ مه ۱۷۸۸)         | ۱٬۳۰۸٬۷۸۴٬۰۰۰ | South Carolina quarter | | Thomas D. Rodgers |
| ۲۰۰۰ | نیوهمپشایر      | ۷ اوت ۲۰۰۰ (۲۱ ژوئن ۱۷۸۸)       | ۱٬۱۶۹٬۰۱۶٬۰۰۰ | New Hampshire quarter  | | William Cousins   |
| ۲۰۰۰ | ویرجینیا        | ۱۶ اکتبر ۲۰۰۰ (۲۵ ژوئن ۱۷۸۸)    | ۱٬۵۹۴٬۶۱۶٬۰۰۰ | Virginia quarter       | سه قایقی که برای اولین بار پا به آمریکای شمالی نهادند                                                            | Edgar Z. Steever  |
| ۲۰۰۱ | نیویورک         | ۲ ژانویه ۲۰۰۱ (۲۶ ژوئیه ۱۷۸۸)   | ۱٬۲۷۵٬۰۴۰٬۰۰۰ | New York quarter       | مجسمه آزادی، رودخانه هادسون                                                                                      | Alfred Maletsky   |
| ۲۰۰۱ | کارولینای شمالی | ۱۲ مارس ۲۰۰۱ (۲۱ نوامبر ۱۷۸۹)   | ۱٬۰۵۵٬۴۷۶٬۰۰۰ | North Carolina quarter | برادران رایت | John Mercanti     |
| ۲۰۰۱ | رود آیلند       | ۲۱ مه ۲۰۰۱ (۲۹ مه ۱۷۹۰)         | ۸۷۰٬۱۰۰٬۰۰۰   | Rhode Island quarter   | | Thomas D. Rodgers |
| ۲۰۰۱ | ورمانت          | ۶ اوت ۲۰۰۱ (۴ مارس ۱۷۹۱)        | ۸۸۲٬۸۰۴٬۰۰۰   | Vermont quarter        | | T. James Ferrell  |
| ۲۰۰۱ | کنتاکی          | ۱۵ اکتبر ۲۰۰۱ (۱ ژوئن ۱۷۹۲)     | ۷۲۳٬۵۶۴٬۰۰۰   | Kentucky quarter       | تروبرد | T. James Ferrell  |
| ۲۰۰۲ | تنسی            | ۲ ژانویه ۲۰۰۲ (۱ ژوئن ۱۷۹۶)     | ۶۴۸٬۰۶۸٬۰۰۰   | Tennessee quarter      | ترومپت, گیتار | Donna Weaver      |
| ۲۰۰۲ | اوهایو          | ۱۸ مارس ۲۰۰۲ (۱ مارس ۱۸۰۳)      | ۶۳۲٬۰۳۲٬۰۰۰   | Ohio quarter           | فضانورد (نیل آرمسترانگ)                                                                                          | Donna Weaver      |
| ۲۰۰۲ | لوئیزیانا       | ۳۰ مه ۲۰۰۲ (۳۰ آوریل ۱۸۱۲)      | ۷۶۴٬۲۰۴٬۰۰۰   | Louisiana quarter      | | John Mercanti     |
| ۲۰۰۲ | ایندیانا        | ۸ اوت ۲۰۰۲ (۱۱ دسامبر ۱۸۱۶)     | ۶۸۹٬۸۰۰٬۰۰۰   | Indiana quarter        | | Donna Weaver      |
| ۲۰۰۲ | میسیسیپی        | ۱۵ اکتبر ۲۰۰۲ (۱۰ دسامبر ۱۸۱۷)  | ۵۷۹٬۶۰۰٬۰۰۰   | Mississippi quarter    | دو مگنولیا | Donna Weaver      |
| ۲۰۰۳ | ایلی‌نوی         | ۲ ژانویه ۲۰۰۳ (۳ دسامبر ۱۸۱۸)   | ۴۶۳٬۲۰۰٬۰۰۰   | Illinois quarter       | آبراهام لینکلن جوان                                                                                              | Donna Weaver      |
| ۲۰۰۳ | آلاباما         | ۱۷ مارس ۲۰۰۳ (۱۴ دسامبر ۱۸۱۹)   | ۴۵۷٬۴۰۰٬۰۰۰   | Alabama quarter        | هلن کلر | Norman E. Nemeth  |
| ۲۰۰۳ | مین             | ۲ ژوئن ۲۰۰۳ (۱۵ مارس ۱۸۲۰)      | ۴۴۸٬۸۰۰٬۰۰۰   | Maine quarter          | | Donna Weaver      |
| ۲۰۰۳ | میزوری          | ۴ اوت ۲۰۰۳ (۱۰ اوت ۱۸۲۱)        | ۴۵۳٬۲۰۰٬۰۰۰   | Missouri quarter       | یادبود توسعه ملی جفرسون, سفر اکتشافی لوئیس و کلارک و رودخانه میزوری توضیح: "سفر اکتشافی لوئیس و کلارک ۱۸۰۴-۲۰۰۴" | Alfred Maletsky   |
| ۲۰۰۳ | آرکانزاس        | ۲۰ اکتبر ۲۰۰۳ (۱۵ ژوئن ۱۸۳۶)    | ۴۵۷٬۸۰۰٬۰۰۰   | Arkansas quarter       | الماس , برنج, کله‌سبز در حال پرواز روی یک دریاچه                                                                  | John Mercanti     |
| ۲۰۰۴ | میشیگان         | ۲۶ ژانویه ۲۰۰۴ (۲۶ ژانویه ۱۸۳۷) | ۴۵۹٬۶۰۰٬۰۰۰   | Michigan quarter       | مرزهای دریاچه‌های بزرگ                                                                                            | Donna Weaver      |
| ۲۰۰۴ | فلوریدا         | ۲۹ مارس ۲۰۰۴ (۳ مارس ۱۸۴۵)      | ۴۸۱٬۸۰۰٬۰۰۰   | Florida quarter        | شاتل فضایی | T. James Ferrell  |
| ۲۰۰۴ | تگزاس           | ۱ ژوئن ۲۰۰۴ (۲۹ دسامبر ۱۸۴۵)    | ۵۴۱٬۸۰۰٬۰۰۰   | Texas quarter          | مرز ایالت, ستاره, کمند توضیح: "ایالت تک‌ستاره"                                                                    | Norman E. Nemeth  |
| ۲۰۰۴ | آیووا           | ۳۰ اوت ۲۰۰۴ (۲۸ دسامبر ۱۸۴۶)    | ۴۶۵٬۲۰۰٬۰۰۰   | Iowa quarter           | | John Mercanti     |
| ۲۰۰۴ | ویسکانسین       | ۲۵ اکتبر ۲۰۰۴ (۲۹ مه ۱۸۴۸)      | ۴۵۳٬۲۰۰٬۰۰۰   | Wisconsin quarter      | سر یک گاو, پنیر و ذرت                                                                                            | Alfred Maletsky   |
| ۲۰۰۵ | کالیفرنیا       | ۳۱ ژانویه ۲۰۰۵ (۹ سپتامبر ۱۸۵۰) | ۵۲۰٬۴۰۰٬۰۰۰   | California quarter     | کرکس کالیفرنیا                                                                                                   | Don Everhart      |
| ۲۰۰۵ | مینه‌سوتا        | ۴ آوریل ۲۰۰۵ (۱۱ مه ۱۸۵۸)       | ۴۸۸٬۰۰۰٬۰۰۰   | Minnesota quarter      | | Charles Vickers   |
| ۲۰۰۵ | اورگن           | ۶ ژوئن ۲۰۰۵ (۱۴ فوریه ۱۸۵۹)     | ۷۲۰٬۲۰۰٬۰۰۰   | Oregon quarter         | پارک ملی کریتر لیک                                                                                               | Donna Weaver      |
| ۲۰۰۵ | کانزاس          | ۲۹ اوت ۲۰۰۵ (۲۹ ژانویه ۱۸۶۱)    | ۵۶۳٬۴۰۰٬۰۰۰   | Kansas quarter         | بوفالوی آمریکایی , گل آفتاب‌گردان                                                                                 | Norman Nemeth     |
| ۲۰۰۵ | ویرجینیای غربی  | ۱۴ اکتبر ۲۰۰۵ (۲۰ ژوئن ۱۸۶۳)    | ۷۲۱٬۶۰۰٬۰۰۰   | West Virginia quarter  | پل نیو ریور گرج                                                                                                  | John Mercanti     |
| ۲۰۰۶ | نوادا           | ۳۱ ژانویه ۲۰۰۶ (۳۱ اکتبر ۱۸۶۴)  | ۵۸۹٬۸۰۰٬۰۰۰   | Nevada quarter         | ماستنگ (اسب) | Don Everhart      |
| ۲۰۰۶ | نبراسکا         | ۳ آوریل ۲۰۰۶ (۱ مارس ۱۸۶۷)      | ۵۹۱٬۰۰۰٬۰۰۰   |                        | | Charles Vickers   |
| ۲۰۰۶ | کلرادو          | ۱۴ ژوئن ۲۰۰۶ (۱ اوت ۱۸۷۶)       | ۵۶۹٬۰۰۰٬۰۰۰   |                        | | Norm Nemeth       |
| ۲۰۰۶ | داکوتای شمالی   | ۲۸ اوت ۲۰۰۶ (۲ نوامبر ۱۸۸۹)     | ۶۶۴٬۸۰۰٬۰۰۰   |                        | بوفالوی آمریکایی, بدبوم                                                                                          | Donna Weaver      |
| ۲۰۰۶ | داکوتای جنوبی   | ۶ نوامبر ۲۰۰۶ (۲ نوامبر ۱۸۸۹)   | ۵۱۰٬۸۰۰٬۰۰۰   |                        | کوه راشمور, قرقاول, گندم                                                                                         | John Mercanti     |
| ۲۰۰۷ | مونتانا         | ۲۹ ژانویه ۲۰۰۷ (۸ نوامبر ۱۸۸۹)  | ۵۱۳٬۲۴۰٬۰۰۰   |                        | بوفالوی آمریکایی                                                                                                 | Don Everhart      |
| ۲۰۰۷ | ایالت واشینگتن  | ۱۱ آوریل ۲۰۰۷ (۱۱ نوامبر ۱۸۸۹)  | ۵۴۵٬۲۰۰٬۰۰۰   |                        | آزادماهی | Charles Vickers   |
| ۲۰۰۷ | آیداهو          | ۵ ژوئن ۲۰۰۷ (۳ ژوئیه ۱۸۹۰)      | ۵۸۱٬۴۰۰٬۰۰۰   |                        | بحری | Don Everhart      |
| ۲۰۰۷ | وایومینگ        | ۴ سپتامبر ۲۰۰۷ (۱۰ ژوئیه ۱۸۹۰)  | ۵۶۴٬۴۰۰٬۰۰۰   |                        | | Norman E. Nemeth  |
| ۲۰۰۷ | یوتا            | ۵ نوامبر ۲۰۰۷ (۴ ژانویه ۱۸۹۶)   | ۵۰۸٬۲۰۰٬۰۰۰   | Utah quarter           | | Joseph Menna      |
| ۲۰۰۸ | اکلاهما         | ۲۸ ژانویه ۲۰۰۸ (۱۶ نوامبر ۱۹۰۷) | ۴۱۶٬۶۰۰٬۰۰۰   | Oklahoma quarter       | | Phebe Hemphill    |
| ۲۰۰۸ | نیومکزیکو       | ۷ آوریل ۲۰۰۸ (۶ ژانویه ۱۹۱۲)    | ۴۸۸٬۶۰۰٬۰۰۰   | New Mexico quarter     | | Don Everhart      |
| ۲۰۰۸ | آریزونا         | ۲ ژوئن ۲۰۰۸ (۱۴ فوریه ۱۹۱۲)     | ۵۰۹٬۶۰۰٬۰۰۰   | Arizona quarter        | گرند کنیون, ساگوارو                                                                                              | Joseph Menna      |
| ۲۰۰۸ | آلاسکا          | ۲۵ اوت ۲۰۰۸ (۳ ژانویه ۱۹۵۹)     | ۵۰۵٬۸۰۰٬۰۰۰   | Alaska quarter         | خرس خاکستری یا آزادماهی و ستاره قطبی                                                                             | Charles Vickers   |
| ۲۰۰۸ | هاوائی          | ۳ نوامبر ۲۰۰۸ (۲۱ اوت ۱۹۵۹)     | ۵۱۷٬۶۰۰٬۰۰۰   | Hawaii quarter         | | Don Everhart      |

ناحیه‌های آمریکا
| سال  | ناحیه                     | تاریخ انتشار (تاریخ ناحیه‌شدن) | تعداد ضرب‌شده | طراحی                    | عناصر        | طراح            |
| ---- | ------------------------- | ----------------------------- | ------------ | ------------------------ | ------------ | --------------- |
| ۲۰۰۹ | بخش کلمبیا                | ۲۶ ژانویه ۲۰۰۹ ()             | ۱۷۲٬۴۰۰٬۰۰۰  | District of Columbia     | دوک الینگتون | Don Everhart    |
| ۲۰۰۹ | پورتوریکو                 | ۳۰ مارس ۲۰۰۹ ()               | ۱۳۹٬۲۰۰٬۰۰۰  | Puerto Rico              |              | Joseph Menna    |
| ۲۰۰۹ | گوآم                      | ۲۶ مه ۲۰۰۹ ()                 | ۸۷٬۶۰۰٬۰۰۰   | Guam                     |              | Jim Licaretz    |
| ۲۰۰۹ | ساموآی آمریکا             | ۲۷ ژوئیه ۲۰۰۹ ()              | ۸۲٬۲۰۰٬۰۰۰   | American Samoa           |              | Charles Vickers |
| ۲۰۰۹ | جزایر ویرجین ایالات متحده | ۲۸ سپتامبر ۲۰۰۹ ()            | ۸۲٬۰۰۰٬۰۰۰   | U.S. Virgin Islands      |              | Joseph Menna    |
| ۲۰۰۹ | جزایر ماریانای شمالی      | ۳۰ نوامبر ۲۰۰۹ ()             | ۷۲٬۸۰۰٬۰۰۰   | Northern Mariana Islands |              | Phebe Hemphill  |